# Nampabius lundii
Nampabius lundii är en mångfotingart som först beskrevs av Frederik Vilhelm August Meinert 1886.  Nampabius lundii ingår i släktet Nampabius och familjen stenkrypare. Inga underarter finns listade i Catalogue of Life.